# Roches-Prémarie-Andillé
Roches-Prémarie-Andillé és un municipi francès situat al departament de la Viena i a la regió de la Nova Aquitània. L'any 2007 tenia 1.638 habitants.

## Demografia

### Població
El 2007 la població de fet de Roches-Prémarie-Andillé era de 1.638 persones. Hi havia 655 famílies de les quals 137 eren unipersonals (46 homes vivint sols i 91 dones vivint soles), 228 parelles sense fills, 244 parelles amb fills i 46 famílies monoparentals amb fills.
La població ha evolucionat segons el següent gràfic:
Habitants censats

### Habitatges
El 2007 hi havia 702 habitatges, 660 eren l'habitatge principal de la família, 17 eren segones residències i 25 estaven desocupats. 668 eren cases i 34 eren apartaments. Dels 660 habitatges principals, 516 estaven ocupats pels seus propietaris, 138 estaven llogats i ocupats pels llogaters i 7 estaven cedits a títol gratuït; 2 tenien una cambra, 14 en tenien dues, 74 en tenien tres, 206 en tenien quatre i 364 en tenien cinc o més. 535 habitatges disposaven pel capbaix d'una plaça de pàrquing. A 246 habitatges hi havia un automòbil i a 385 n'hi havia dos o més.

### Piràmide de població
La piràmide de població per edats i sexe el 2009 era:
| Homes | Edats   | Dones |
| ----- | ------- | ----- |
| 4     | 95 o +  | 0     |
| 0     | 90 a 94 | 8     |
| 4     | 85 a 89 | 16    |
| 4     | 80 a 84 | 8     |
| 24    | 75 a 79 | 24    |
| 36    | 70 a 74 | 16    |
| 16    | 65 a 69 | 28    |
| 40    | 60 a 64 | 40    |
| 56    | 55 a 59 | 40    |
| 48    | 50 a 54 | 52    |
| 56    | 45 a 49 | 76    |
| 56    | 40 a 44 | 52    |
| 80    | 35 a 39 | 76    |
| 40    | 30 a 34 | 52    |
| 52    | 25 a 29 | 60    |
| 44    | 20 a 24 | 56    |
| 44    | 15 a 19 | 40    |
| 64    | 10 a 14 | 60    |
| 36    | 5 a 9   | 56    |
| 36    | 0 a 4   | 28    |

## Economia
El 2007 la població en edat de treballar era de 1.084 persones, 807 eren actives i 277 eren inactives. De les 807 persones actives 738 estaven ocupades (375 homes i 363 dones) i 68 estaven aturades (34 homes i 34 dones). De les 277 persones inactives 147 estaven jubilades, 91 estaven estudiant i 39 estaven classificades com a «altres inactius».

### Ingressos
El 2009 a Roches-Prémarie-Andillé hi havia 683 unitats fiscals que integraven 1.743,5 persones, la mediana anual d'ingressos fiscals per persona era de 18.800 €.

### Activitats econòmiques
Dels 44 establiments que hi havia el 2007, 1 era d'una empresa alimentària, 1 d'una empresa de fabricació d'altres productes industrials, 10 d'empreses de construcció, 12 d'empreses de comerç i reparació d'automòbils, 1 d'una empresa de transport, 2 d'empreses d'hostatgeria i restauració, 2 d'empreses financeres, 6 d'empreses de serveis, 5 d'entitats de l'administració pública i 4 d'empreses classificades com a «altres activitats de serveis».
Dels 14 establiments de servei als particulars que hi havia el 2009, 1 era una oficina de correu, 1 taller de reparació d'automòbils i de material agrícola, 3 paletes, 1 guixaire pintor, 1 fusteria, 2 lampisteries, 2 electricistes, 1 perruqueria, 1 restaurant i 1 saló de bellesa.
Dels 4 establiments comercials que hi havia el 2009, 1 era una botiga de menys de 120 m², 1 una fleca, 1 una carnisseria i 1 una floristeria.
L'any 2000 a Roches-Prémarie-Andillé hi havia 11 explotacions agrícoles.

## Equipaments sanitaris i escolars
L'únic equipament sanitari que hi havia el 2009 era una farmàcia.
El 2009 hi havia 1 escola maternal i 1 escola elemental.

## Poblacions més properes
El següent diagrama mostra les poblacions més properes.